# اریک سالومئه
اریک سالومئه (استونیایی: Erik Salumäe؛ زادهٔ ۵ مهٔ ۱۹۷۰) سیاستمدار و نماینده سابق مجلس اهل استونی است.